# Lauderdale County (Tennessee)
Das Lauderdale County ist ein County im US-amerikanischen Bundesstaat Tennessee. Das U.S. Census Bureau hat bei der Volkszählung 2020 eine Einwohnerzahl von 25.143 ermittelt. Der Verwaltungssitz (County Seat) ist Ripley.

## Geografie
Das County liegt im Westen von Tennessee und – getrennt durch den Mississippi River – westlich an Arkansas. Es hat eine Fläche von 1313 Quadratkilometern, wovon 95 Quadratkilometer Wasserfläche sind. An das Lauderdale County grenzen folgende Nachbarcountys:
|                               | Dyer County   |                 |
| Mississippi County (Arkansas) |               | Crockett County |
|                               | Tipton County | Haywood County  |

## Geschichte
Das Lauderdale County wurde am 24. November 1835 aus Teilen des Dyer County, Haywood County und des Tipton County gebildet. Benannt wurde es nach James Lauderdale (1780–1814), einem Offizier, der unter Andrew Jackson diente und im Britisch-Amerikanischen Krieg getötet wurde.

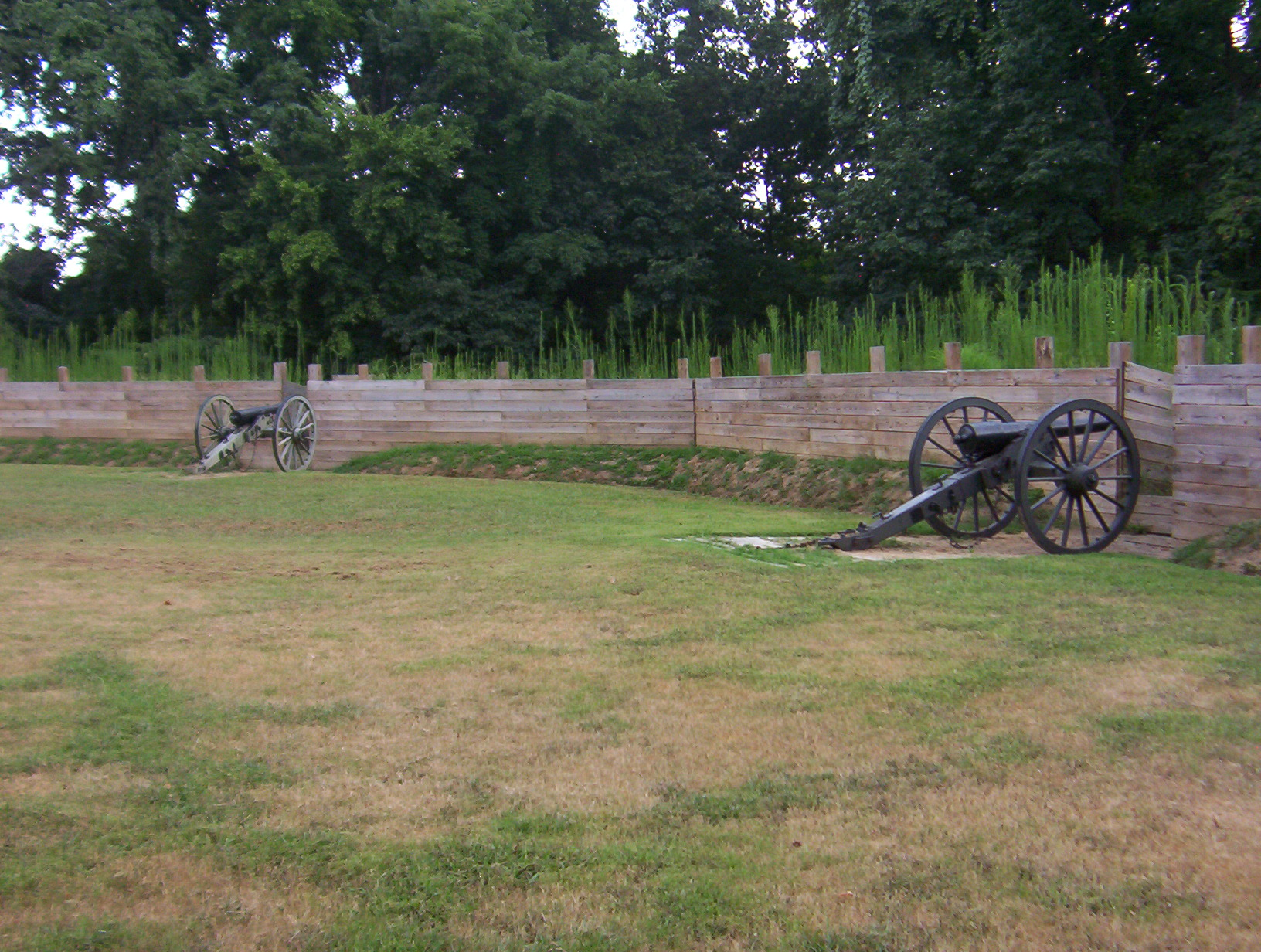
Fort Pillow (2002)

Ein Ort im County hat den Status einer National Historic Landmark, das Fort Pillow. Fünf Bauwerke und Stätten des Countys sind im National Register of Historic Places (NRHP) eingetragen (Stand 18. August 2018).

## Demografische Daten
Nach der Volkszählung im Jahr 2010 lebten im Lauderdale County 27.815 Menschen in 9365 Haushalten. Die Bevölkerungsdichte betrug 22,8 Einwohner pro Quadratkilometer. In den 9365 Haushalten lebten statistisch je 2,66 Personen.
Ethnisch betrachtet setzte sich die Bevölkerung zusammen aus 63,0 Prozent Weißen, 34,9 Prozent Afroamerikanern, 0,7 Prozent amerikanischen Ureinwohnern, 0,3 Prozent Asiaten sowie aus anderen ethnischen Gruppen; 1,1 Prozent stammten von zwei oder mehr Ethnien ab. Unabhängig von der ethnischen Zugehörigkeit waren 2,1 Prozent der Bevölkerung spanischer oder lateinamerikanischer Abstammung.
23,8 Prozent der Bevölkerung waren unter 18 Jahre alt, 63,5 Prozent waren zwischen 18 und 64 und 12,7 Prozent waren 65 Jahre oder älter. 47,5 Prozent der Bevölkerung war weiblich.
Das jährliche Durchschnittseinkommen eines Haushalts lag bei 32.894 USD. Das Pro-Kopf-Einkommen betrug 16.006 USD. 24,1 Prozent der Einwohner lebten unterhalb der Armutsgrenze.

## Ortschaften im Lauderdale County
Towns
- Gates
- Halls
- Henning
- Ripley

Unincorporated Communities
| - Durhamville - Fort Pillow - Fulton | - Golddust - Orysa |

## Gliederung
Das Lauderdale County ist in acht durchnummerierte Distrikte eingeteilt:
| Distrikt | Einwohner (2010) | FIPS     |
| -------- | ---------------- | -------- |
| 1        | 3321             | 47-90098 |
| 2        | 3460             | 47-90288 |
| 3        | 3214             | 47-90478 |
| 4        | 4100             | 47-90668 |
| 5        | 3313             | 47-90858 |
| 6        | 3774             | 47-91048 |
| 7        | 3292             | 47-91238 |
| 8        | 3341             | 47-91428 |